# Corrientes circulares en el tiempo
Adelanto en sencillo del álbum de Los Planetas Encuentros con entidades.
Publicado en formato digipack, incluyendo un DVD con los videoclips de los temas Un buen día y Santos que yo te pinte, producido, dirigido y editado por Les Nouveaux Auteurs.

## Lista de canciones
1. Corrientes circulares en el tiempo 4:38
2. Nosotros somos los terroristas 6:01

El sencillo en CD promocional sólo incluye la primera canción.

## Reediciones
En 2005 se incluyó, en formato CD, en la caja Singles 1993-2004. Todas sus caras A / Todas sus caras B (RCA - BMG). El cofre se reeditó, tanto en CD como en vinilo de 10 pulgadas, por Octubre / Sony en 2015.
En 2015 Octubre publica el sencillo en vinilo de siete pulgadas en una edición de 500 copias.

## Videoclip
El vídeo promocional fue dirigido por Marc Lozano para Les Nouveaux Auteurs y Common Films.
Está disponible en Encuentro con entidades DVD (RCA - BMG 2002), en el DVD que acompañaba al sencillo Pesadilla en el parque de atracciones (RCA - BMG 2002) y en el DVD Principios básicos de Astronomía (Octubre - Sony Music Entertainment 2009).
Sobre el vídeo Marc Lozano (responsable del colectivo Les Nouveaux Auteurs y codirector del clip) comenta "La idea de este vídeo fue mía. Escuché la música, me encantó la canción y pensé que la mejor manera de representarla era de una manera muy fría y con extraterrestres como protagonistas. La estética del vídeo es una mezcla entre El pueblo de los malditos y la típica película de marcianos de los años 50. El vídeo lo grabamos en una discoteca construida a principios de los 80 en un pueblo perdido en las montañas de Cataluña. La nave espacial que aparece en el clip en realidad es un móvil con millones de cristales brillantes que sale del techo de la discoteca. Me encanta ese lugar, tengo todavía una espinita clavada y quiero volver a grabar allí, algo muy ochentoide".